# Frederik Jäkel
Frederik Jäkel, né le 7 mars 2001 à Dommitzsch en Allemagne, est un footballeur allemand qui évolue au poste de défenseur central au SV Elversberg, prêté par le RB Leipzig.

## Biographie

### En club
Né à Dommitzsch en Allemagne, Frederik Jäkel est formé par le RB Leipzig. Le 25 avril 2019, il signe son premier contrat professionnel avec Leipzig.
Le 16 juillet 2020, Frederik Jäkel est prêté pour deux saisons en Belgique, au KV Ostende. C'est avec ce club qu'il commence sa carrière professionnelle. Il joue son premier match en professionnel lors d'une rencontre de championnat le 15 décembre 2020, face au RSC Anderlecht. Il est titularisé et son équipe s'incline par deux buts à un.
Il inscrit son premier but en professionnel avec Ostende, le 31 juillet 2021, lors d'une rencontre de championnat face au KRC Genk. Il est titularisé lors de ce match prolifique en buts, où son équipe parvient à s'imposer par quatre buts à trois.
Lors de l'été 2022, Frederik Jäkel rejoint l'Arminia Bielefeld. Le transfert est annoncé le 20 juin 2022 et il est prêté pour une saison par le RB Leipzig.
Le 1er août 2023, Frederik Jäkel est de nouveau prêté par le RB Leipzig, cette fois au SV Elversberg, qui vient tout juste d'être promu en deuxième division allemande.
Le 7 juin 2024, le prêt de Jäkel au SV Elversberg est prolongé d'une saison supplémentaire, soit jusqu'en juin 2025.

### En sélection
Frederik Jäkel représente l'équipe d'Allemagne des moins de 18 ans entre 2018 et 2019, pour un total de quatre matchs joués, dont trois titularisations.
Avec les moins de 19 ans il joue sept matchs pour autant de titularisations.
En octobre 2021, il est convoqué pour la première fois avec l'équipe d'Allemagne espoirs afin de remplacer Lars Lukas Mai, forfait pour cause de blessure.